# Летающий моряк
«Летающий моряк» (англ. The Flying Sailor) — канадский короткометражный анимационный фильм 2022 года, снятый Венди Тилби и Амандой Форбис. Премьера состоялась на Международном фестивале анимационных фильмов в Анси. Сюжет фильма связан со взрывом военного корабля в Галифаксе в 1917 году.
Фильм получил ряд наград, а в 2023 году номинировался на премию «Оскар» в номинации «Лучший анимационный короткометражный фильм».

## Сюжет
Моряк спокойно наблюдает с берега за столкновением двух кораблей и даже закуривает сигарету. Оказывается, что один из кораблей был нагружен взрывчаткой, и неожиданно происходит сильнейший взрыв, разрушающий всё вокруг. Моряка подбрасывает в воздух, с него срывает одежду. Дальнейшее представляет собой снятый в рапиде полёт моряка по небу. Проносятся сцены из его жизни, в том числе детства. Моряк поднимается всё выше и выше, превращаясь в шар телесного цвета, и наконец исчезает среди звёзд. однако затем начинается стремительное обратное движение вниз. Моряк падает на землю и лежит с открытыми глазами, ещё дыша; во рту у него по-прежнему зажжённая сигарета.
В финальных титрах сообщается, что фильм посвящён Чарли Майерсу — моряку, который во время взрыва в Галифаксе 1917 года пролетел более двух километров и остался жив, чтобы рассказать об этом (англ. A Sailor who, in the Halifax Explosion of 1917, flew over 2 kilometers and lived to tell about it).

## Награды
- 2022 — Международный фестиваль анимационных фильмов в Оттаве — лучший канадский фильм[5]
- 2022 — Международный кинофестиваль в Калгари — лучший анимационный фильм[6]
- 2022 — Countryside Animafest Cyprus — лучший нарративный фильм[7]

## Отзывы
В фильме сочетаются различные техники: изображение 3D и 2D, киносъёмка, фотографии, живопись. В жанровом отношении фильм также неоднороден, совмещая комедию, мистику, философию и игровое экспериментирование. Фильм можно назвать головокружительной медитацией о нескольких секундах из жизни и гимном в честь чуда жизни (англ. a roller coaster meditation on a few seconds of life and a celebration of the wonder and rarity of being and breathing).